# Минулина, Асия Минвалиевна
Асия́ Минвали́евна Мину́лина (тат. Асия Минвәли кызы Миңнуллина; род. 26 ноября 1952, Ленинград, РСФСР, СССР) — советский и российский скульптор. Народный художник Республики Татарстан (2012), заслуженный деятель искусств Республики Татарстан (2006). Лауреат Государственной премии Республики Татарстан имени Габдуллы Тукая (2010).

## Биография
Асия Минвалиевна Минулина родилась 26 ноября 1952 года в Ленинграде. Мать занималась рисованием и во время войны была чертёжницей, отец — военный, также увлекался музыкой и пением. Семья много раз переезжала, а в 1955 году Минулины вернулись в Казань, на историческую родину. В детстве Асия увлекалась балетом, ходила в художественную школу, но профессионально заняться хореографией не вышло по состоянию здоровья.
В 1974 году окончила художественно-педагогическое отделение Казанского художественного училища. Также посещала мастерскую В. Маликова, брала у него частные уроки скульптуры. После получения образования переехала в Нижнекамск, где работала в местном художественном фонде, одновременно начала заниматься резьбой по дереву. В 1976 году поступила на отделение стекла и керамики факультета декоративно-прикладного искусства Ленинградского высшего художественно-промышленного училища имени В. И. Мухиной, а на четвёртом курсе учёбы перевелась на скульптурное отделение по специальности архитектурно-декоративной пластики. В 1984 году после восьми лет учёбы окончила институт, а затем вернулась в Казань.
В 1984—1989 годах работала в Художественном фонде ТАССР. В 1990 году была принята в Союз художников СССР, также является членом Союза художников России. В 1992—2005 годах была членом правления Союза художников Республики Татарстан, где руководила секцией скульптуры. В 2000 году по инициативе Минулиной в Казанском художественном училище было вновь открыто отделение скульптуры, ввиду чего она фактически возродила казанскую скульптурную школу со времён последнего набора скульпторов в 1950-х годах.
С 2001 года являлась ведущим преподавателем данного отделения, показала себя талантливым и вдумчивым педагогом, разработав собственную программу обучения, опирающуюся на приобщение студентов к классике пластического искусства, копирование античных образцов в сочетании с композиционной работой при использовании инновационных технологий. Также была доцентом кафедры скульптуры казанского филиала Московского государственного академического художественного института имени В. И. Сурикова, до его закрытия в 2017 году. В 2022 году отметила 70-летний юбилей.
Неоднократно принимала участие в республиканских и всероссийских выставках, персональные экспозиции работ Минулиной проходили в Казани, первая из них состоялась в 1996 году в Национальном культурном центре «Казань». В 2006 году получила звание заслуженного деятеля искусств Республики Татарстан. В 2010 году была выдвинута на получение Государственной премии Республики Татарстан имени Габдуллы Тукая, лауреатом которой стала за ряд скульптур. В 2012 году удостоена звания народного художника Республики Татарстан. Произведения Минулиной находятся в Государственном музее изобразительных искусств Республики Татарстан, в ряде других музеев и частных собраний, в том числе за рубежом.

## Очерк творчества
Работает с камнем, деревом, бронзой, алюминием, керамикой, а также с гипсом на этапе подготовки эскизных проектов. Является одним из ведущих скульпторов Татарстана, успешно трудится как в мелкой и декоративной пластике, так и в монументальной скульптуре. Следует жанру реалистической скульптуры, тогда как критики рассматривают разностороннее и многогранное творчество Минулиной в контексте общетюркской и мировой культуры. Получив хорошее профессиональное образование и вобрав в себя опыт петербургской скульптуры, как инициатор возрождения казанской художественной школы умело соединяет прошлое с современностью, строя своё творчество на лаконизме формы, обобщённости и поэтичности идеи, не впадая при этом в излишний натурализм и украшательство, которые не были свойственны высоким образцам народного искусства. Соединяя противоположные подходы к раскрытию образов от реалистическо-классической завершённости до авангардности ломаных линий и силуэтов, Минулина стремится к переосмыслению натуры, остроте её изобразительного воплощения, выявлению драматического конфликта, в связи с чем характерной чертой её как скульптора является внимание к острохарактерному, нестандартному, парадоксальному. Большое внимание Минулина уделяет цвету, также часто вводит острые декоративные элементы, например, мотив треугольника, который подчёркивает движение.
Творчеству Минулиной присуща выраженность эмоционально-психологического замысла, лаконизм и знаковость форм, статика и динамика, покой и движение, в чём она следует методу освоения форм европейской скульптуры XX века, заключающемуся в противопоставлении человеческой геометрии форм и неорганизованности природной стихии. Это ярко проявляется у скульптора в бытовом и портретном жанрах, в таких работах, как «У порога» (глина, 1989), «Старик и собака» (бронза, 1989), «Сон» (красное дерево, 1999), «Сююмбике с сыном» (глина, 2002). В период творческой зрелости Минулина обратилась к сюжетам татарского фольклора, поэзии, сказкам и пословицам, результатом чего стали произведения «Алтынчеч», «Ай кызы», «Су анасы», «Гульчечек» (бронза, 1995—1996). Объединённые темой женского образа и мотивом полумесяца, присущим народному искусству, эти работы оказались наполнены целым рядом ассоциаций и мотивов, от ощущения сказки до напоминания о поклонении предков луне. Женской теме также посвящена работа «Скифская ждущая» (песчаник, 2000). Обнаженная фигура сидит с поднятыми коленями на песке, смотрит вдаль, подперев голову опущенной на колени рукой. Высокие скулы и восточные глаза вписаны в яйцеобразную голову, плавность абриса сопровождается традиционными треугольниками, просчитываемыми в стопах, груди, причёске. Её формы отличаются наполненностью и округлостью, словно демонстрируя мощь и силу степного человека. Этому же вторит сама единая монолитная фактура композиции, словно вырубленной ветром степей из куска скалы. В области же монументальной скульптуры Минулина следует академическим традициям, стремится к реалистичности воплощения, обобщённости и архитектонической ясности, что нашло своё воплощение в ряде этапных работ, установленных в городском пространстве Казани.

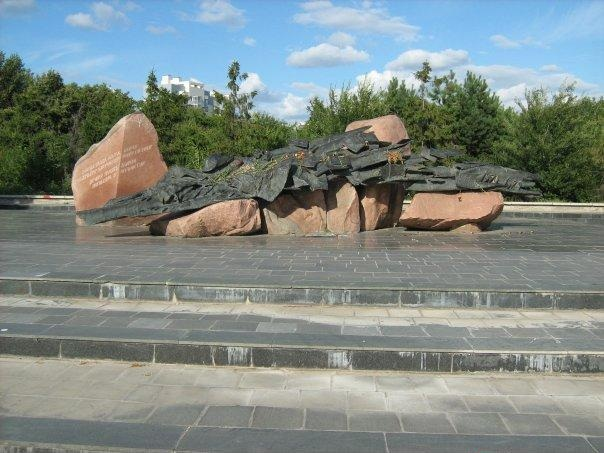
Памятник воинам-интернационалистам

Одним из первых монументальных произведений Минулиной стал памятник воинам-интернационалистам, погибшим в Афганистане, установленный в 1990 году на улице Декабристов. Работа над ним заняла восемь лет, будучи начатой ещё в 1990 году после победы на открытом конкурсе проекта, созданного скульптором в содружестве с архитектором Г. А. Бакулиным. Изначально модель имела вид символической фигуры павшего юноши, однако в дальнейшем концепция проекта кардинально поменялась, в частности, Минулина отказалась от изображения человека и впоследствии отмечала, что в те годы Казань была наполнена «агрессивными силуэтами» памятников «убиенным героям, превращавшими город в какой-то мемориал». В результате появился новаторский и нетрадиционный для военной темы монумент, представляющий собой ряд гранитных глыб различного размера, на плоскости которых расположен бронзовый рельеф. Будто в потоке ветра проносится вещественный ряд из гиперреалистично выполненных снарядов, патронов, бинокля, полевой сумки, карты, шляпы-ветровки, фотографий, конвертов писем из дома, едва удерживающихся на поверхности земли в результате взрыва. Это своего рода натюрморт из атрибутов войны, напоминающий о том, что осталось от молодой жизни солдата. Тем не менее, по отзывам критиков, композиция монумента не была доведена «до логического конца», а сама Минулина долгое время боролась за то, чтобы «памятник перенесли в другое место и правильно поставили».

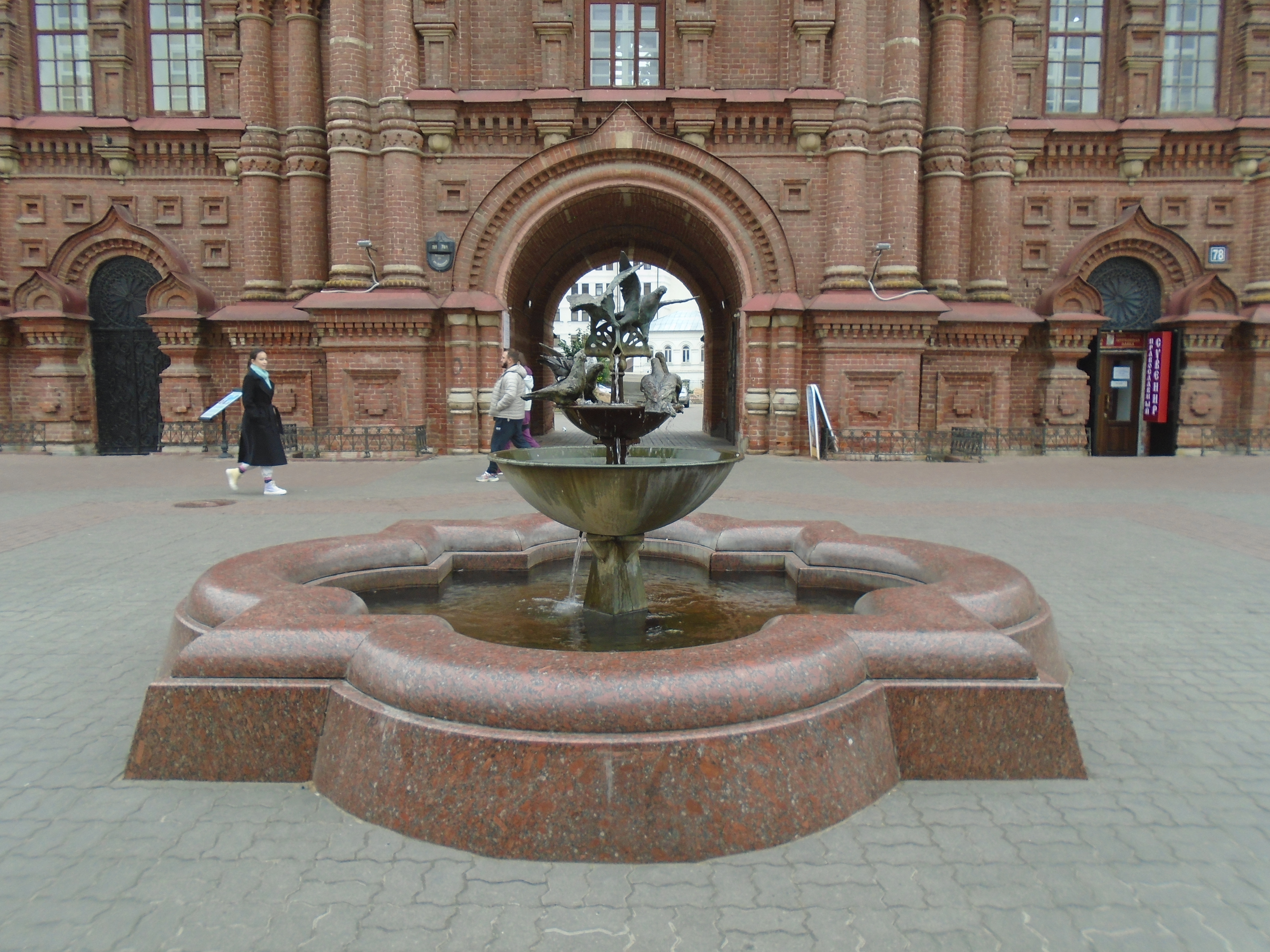
Фонтан «Голуби»

Работы Минулиной дают представление о процессе развития скульптуры в городской архитектурно-пространственной среде Казани, они не несут идеологической или политической нагрузки, но объединены смысловой направленностью, следованием реалистической манере, соответствием реальным размерам персонажей, в результате чего более походят на паблик-арт, искусство в общественном пространстве. Одним из первых произведений такого рода, засвидетельствовавших факт возрождения казанской монументально-декоративной скульптуры, стал фонтан «Голуби», установленный в 1996 году на улице Баумана. По мнению критиков, он удачно вписан в атмосферу старинной улицы, органично соответствует исторической среде, располагаясь на центральной оси арки колокольни Богоявленского собора. Фонтан имеет пирамидальную форму, его основой является гранитный бассейн, далее следуют две строгие геометрические чаши, а затем более живописное навершие с бронзовыми голубями. Птицы захвачены в момент взлёта или приземления, едва касаются опоры, в связи с чем кажутся живыми, а сам фонтан производит впечатление воздушности и лёгкости.

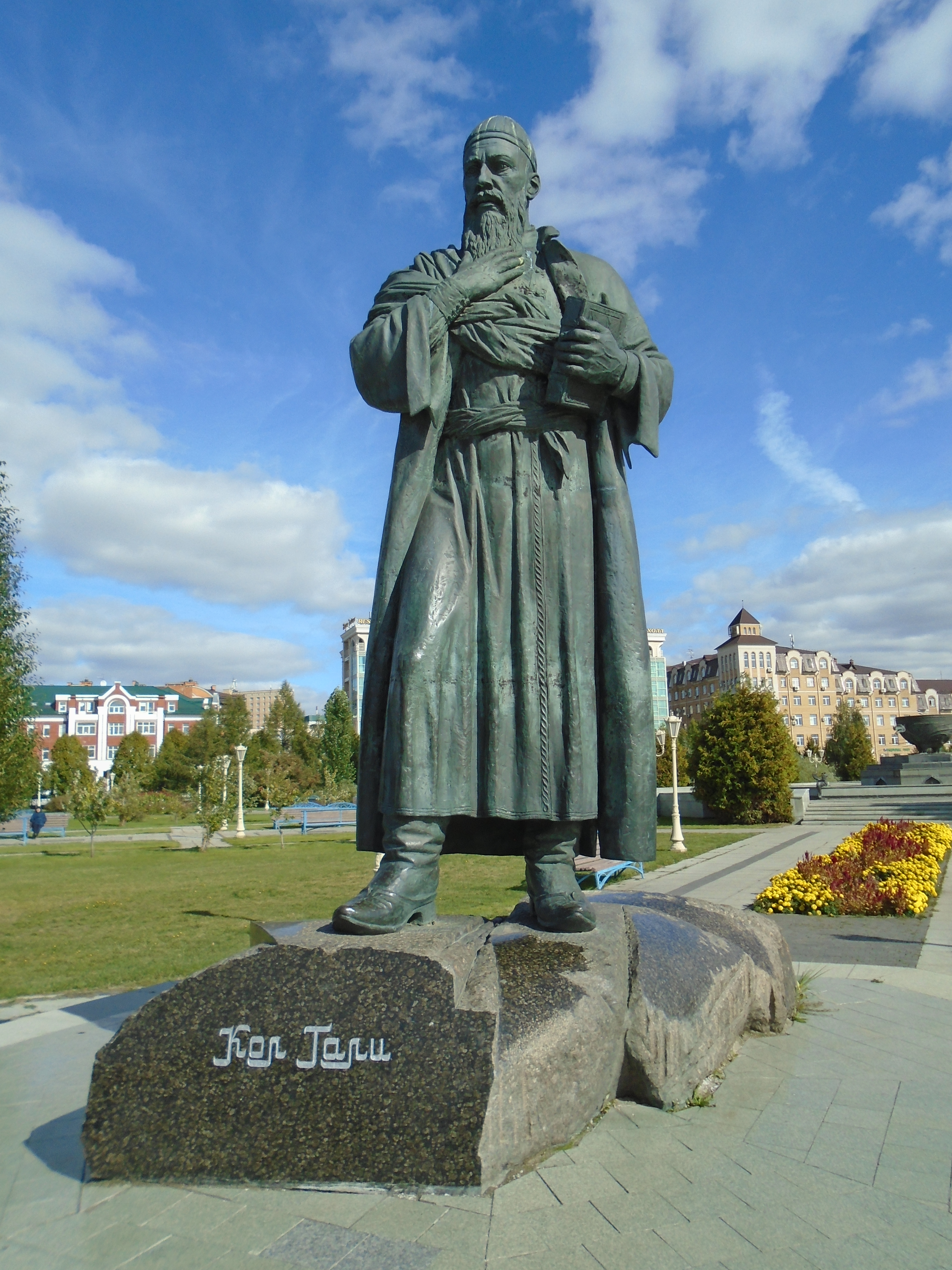
Кул Гали

В 2005 году Минулина вместе со скульптором А. В. Балашовым и архитектором Р. М. Нургалеевой выступила автором памятника поэту Кул Гали, который был установлен на одной из диагональных аллей парка Тысячелетия, образованного на месте снесённой исторической застройки. Бронзовая четырехметровая фигура поэта стоит на своеобразном валуне в спокойной позе — правая рука прижата к груди, левая держит книгу, лицо его сосредоточено. Поэт монументализирован, его фигура отличается торжественностью и величавостью. Авторам удалось найти точный баланс в трактовке предполагаемого образа Кул Гали, отразить характер его времени, во многом благодаря этнографичности памятника, ощущению подлинности фактур деталей одежды, что было достигнуто живой лепкой.

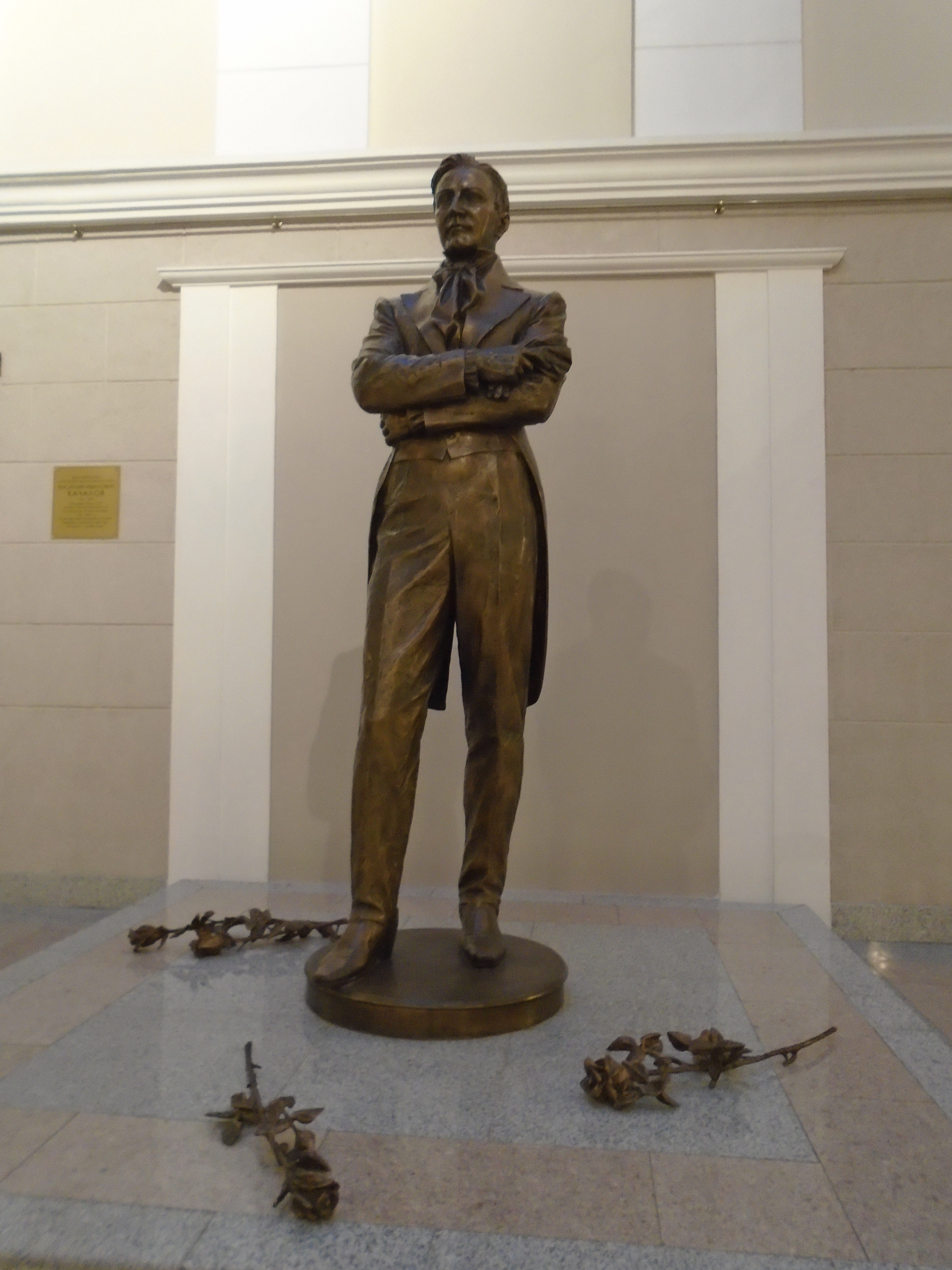
Василий Качалов

Очередным творческим достижением Минулиной стал памятник В. И. Качалову, открытый в фойе-атриуме Казанского большого драматического театра его же имени в 2005 году в честь 130-летия артиста. Качалов, вышедший именно в Казани на профессиональную сцену, был изображён скульптором в образе Чацкого, причём Минулина лепила его с артиста И. А Славутского. Образ актёра изыскан и элегантен, фигура его в полторы натуры прекрасно поставлена, будучи установленной на высоком постаменте в отдельном зале под световым плафоном. Благодаря сочетанию искусственного и естественного освещения гладкая поверхность бронзы бликует, а отражённый свет придаёт памятнику еще большую парадность и театральность.

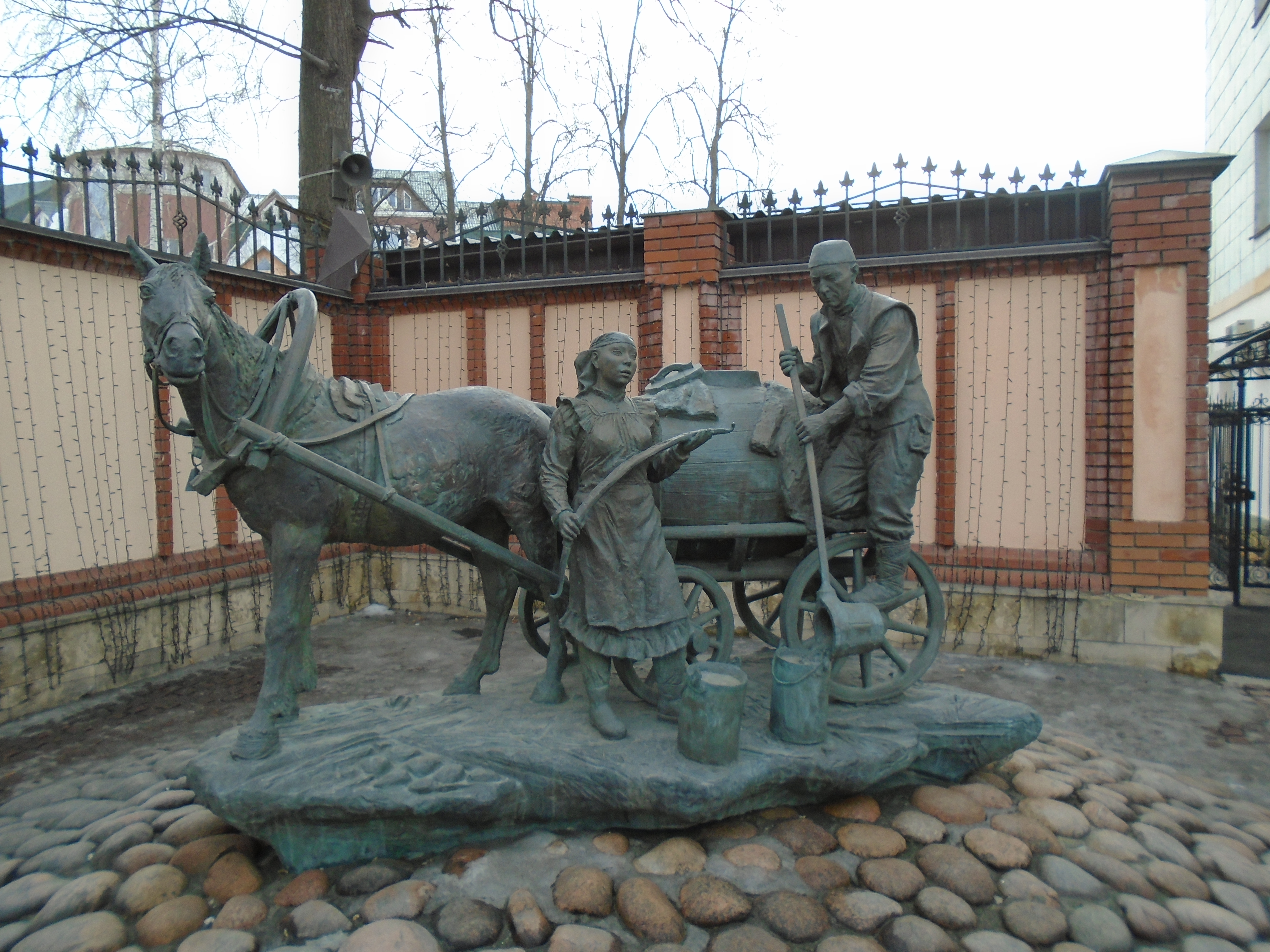
Памятник водовозу

В 2006 году на улице Горького у здания «Водоканала» появился памятник водовозу, отсылающий к тем временам, когда в Казани ещё не было водопровода, а доставкой воды занимались вручную на конных повозках, что продолжалось до 1874 года. Скульптурная группа являет собой зарисовку из реальной жизни казанцев прошлого — мужчина-водовоз наполняет девушке вёдра с водой из бочки на телеге, в которую впряжена лошадь. По отзывам критиков, из-за диктата заказчика и недостатка места на обочине транспортной магистрали композиция несколько проигрывает, но всё же получилась доброй и уютной. Скульптуре присущ национальный колорит, в соответствующем стиле выполнены одежда и головные уборы главных героев, а также вёдра для воды. Стараясь заложить в памятник структуру татарской мелодии, Минулина закрепила также колокольчики на дуге упряжки, которые звенят при порыве ветра.

Памятник Благотворителю

В 2008 году Минулина выступила автором памятника Благотворителю, установленного в сквере на площади Тысячелетия под Казанским кремлём на личные средства и по инициативе президента Республики Татарстан М. Ш. Шаймиева. Прообразом условного Благотворителя послужил реальный казанский меценат А. Г. Галимзянов — он работал возчиком на колхозном рынке и параллельно втайне разводил свиней, продавал их на мясо и с вырученных денег помог нескольким десяткам детских домов. Скульптурная композиция состоит собственно из самого благотворителя, доброго дедушки, который ведёт лошадь с впряжённой в неё телегой и катает детей-детдомовцев. Прижизненный памятник был открыт самим Галимзяновым, хотя он сам смущался этого факта, тогда как Минулина отмечала, что именно эта «скульптура должна заставить задуматься многих из нас», «пробудить в людях чувство милосердия, подвигнуть на благотворительную деятельность». В 2016 году, после смерти Галимзянова, сквер был назван его именем и благоустроен по проекту архитектора Р. Р. Суюндуковой, благодаря чему памятник получил достойное оформление.

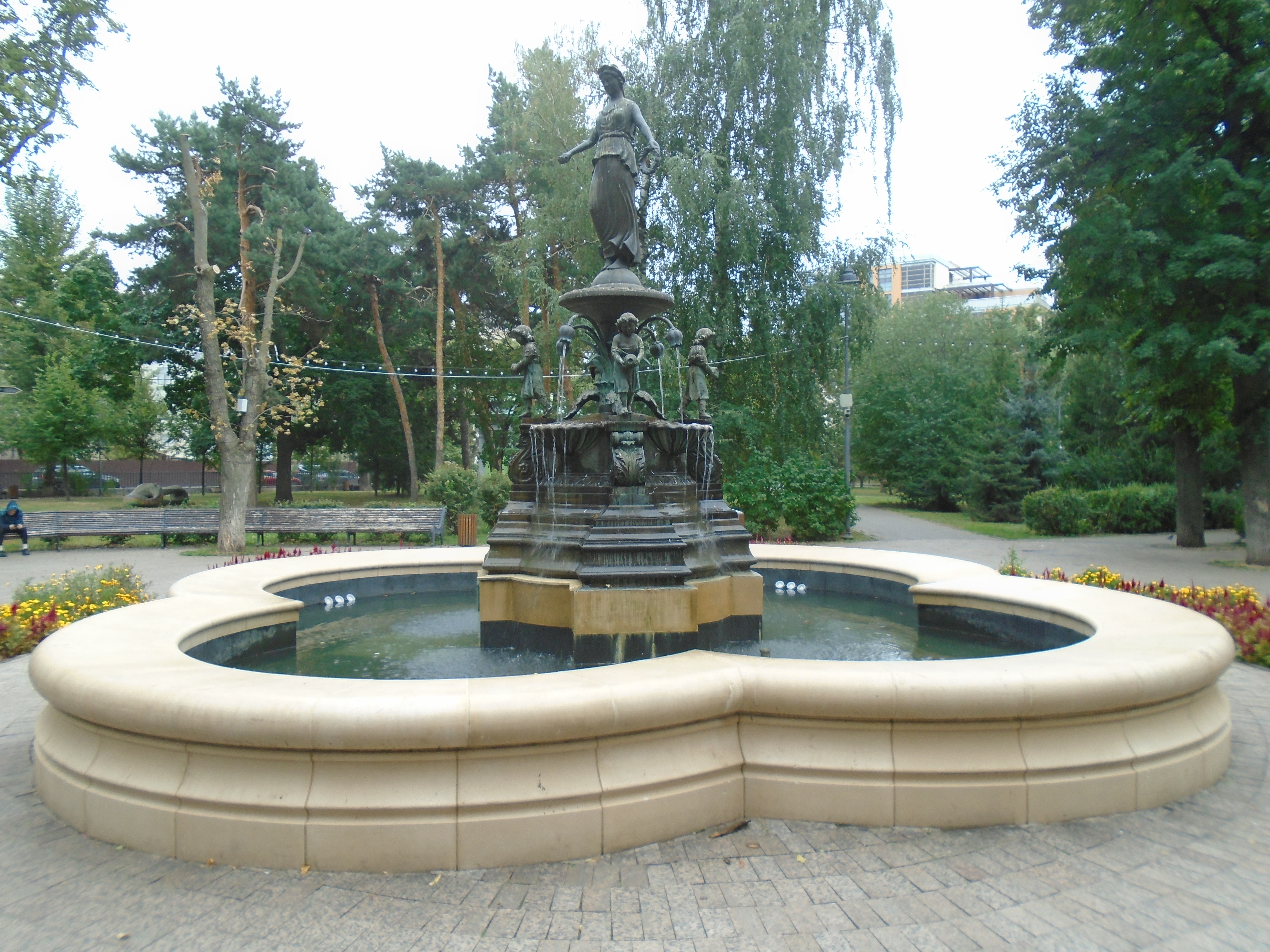
Фонтан в Лядском саду

В 2017 году вместе с группой своих учеников-скульпторов Минулина воссоздала фонтан в Лядском саду, исчезнувший после революции 1917 года. По проекту реставратора Ю. П. Балабановой в чаше фонтана расположилась скульптурная группа из пяти фигур, максимально реалистичных и выполненных из бронзы. В центре находится девушка, держащая в руках лавровый венок, вокруг неё расположены четыре одинаковые фигуры девочек с цветами, из которых вода чашу льётся вода. В том же году проект воссоздания фонтана был удостоен Российской национальной премии по ландшафтной архитектуре в номинации «Лучший реализованный объект культурного и исторического наследия».

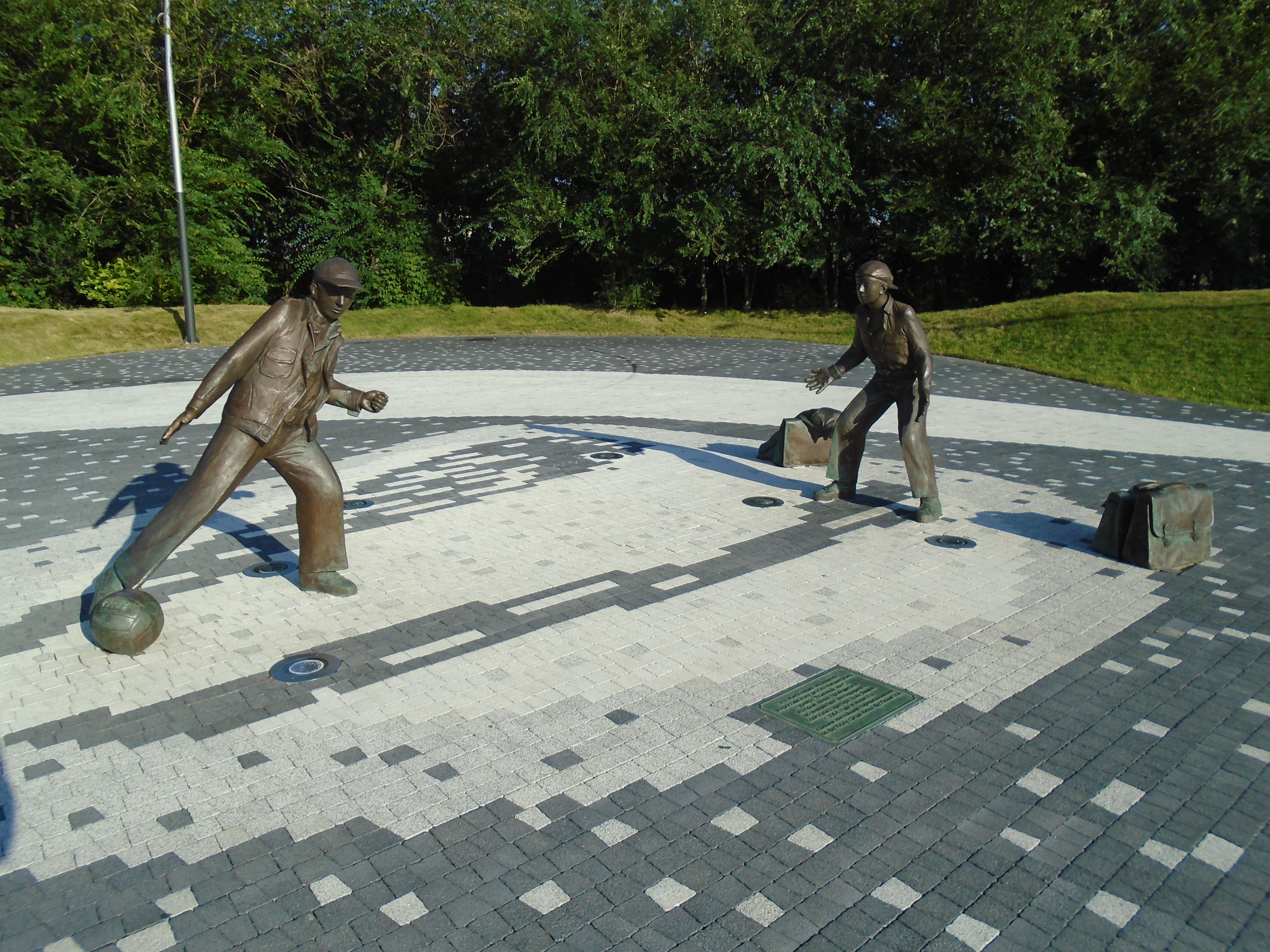
Мальчики, играющие в футбол

В то же время памятник воинам-интернационалистам был демонтирован по обращению ряда ветеранских организаций, отметивших, что тот «уже не учитывает чаяния ветеранов» и «требует дополнения». Минулина участвовала в новом конкурсе, по победу одержал скульптор А. К. Кислов со своей группой солдат-автоматчиков, которые затем были установлены на новом месте в парке Победы. В 2018 году на месте памятника афганцам появилась другая работа Минулиной, приуроченная к чемпионату мира по футболу. Композиция «Мальчики, играющие в футбол» состоит из двух бронзовых ребят, один из которых готовится забить мяч, а другой стоит в позе вратаря перед воротами, обозначенными находящимися рядом школьными портфелями.
В числе других работ Минулиной — памятник «Посвящение связистам» в виде телефона у здания компании «Таттелеком» на улице Ершова (2008); памятник «Загадки Шурале» на площади перед Татарским государственным академическим театром имени Г. Камала (2011); бюст Г. Тукая на одноимённой улице в Анкаре (2011); призовая статуэтка VII Казанского международного фестиваля мусульманского кино в виде башни Сююмбике (2011); памятник Г. Тукаю в одноимённом парке в Стамбуле (2012); памятный знак в честь Т. Ялчыгола в Заинске (2015); скульптурная композиция «Ожидание» в память об В. П. Аксёнове в одноимённом саду на улице Чехова (2016); памятник С. Максуди в казанском сквере «Стамбул» (2016); памятник Р. Яхину в сквере на улице Большая Красная у Казанской государственной консерватории имени Н. Г. Жиганова (2017); памятник Х. Такташу на одноимённой улице (2017); статуэтка I Качаловского фестиваля в виде миниатюрной копии памятника Качалову (2018); памятник А. П. Чехову в Альметьевске (2018); бюст на могиле М. Х. Хасанова на Арском кладбище (2019). Также является автором портретов деятелей татарской культуры, в частности, бюстов М. Джалиля и Н. Жиганова (бронза, 2006).
|                |               |                |             |             |
| Загадки Шурале | Садри Максуди | Габдулла Тукай | Рустем Яхин | Хади Такташ |

## Награды
Медали
- Медаль «В память 1000-летия Казани» (2005 год)[82].

Звания
- Почётное звание «Народный художник Республики Татарстан» (2012 год) — за многолетнюю творческую деятельность, большой вклад в развитие изобразительного искусства[83].
- Почётное звание «Заслуженный деятель искусств Республики Татарстан» (2006 год)[1].

Премии
- Государственная премия Республики Татарстан имени Габдуллы Тукая (2010 год) — за создание скульптур «Памятник В. Качалову» и «Памятник Благотворителю», г. Казань[84]. Вручена президентом Республики Татарстан Р. Н. Миннихановым на церемонии перед Татарским государственным академическим театром имени Г. Камала[85].
- Премия имени Баки Урманче (2007 год) — за скульптуру «Водовоз»[86].